# Palaeodytes incompleta
Palaeodytes incompleta is een keversoort uit de familie waterroofkevers (Dytiscidae). De wetenschappelijke naam van de soort is voor het eerst geldig gepubliceerd in 2005 door Ponomarenko, Coram & Jarzembowski.